# Bloquay
Le Bloquay est un ruisseau de Belgique, affluent de l'Ourthe et donc sous-affluent de la Meuse. 

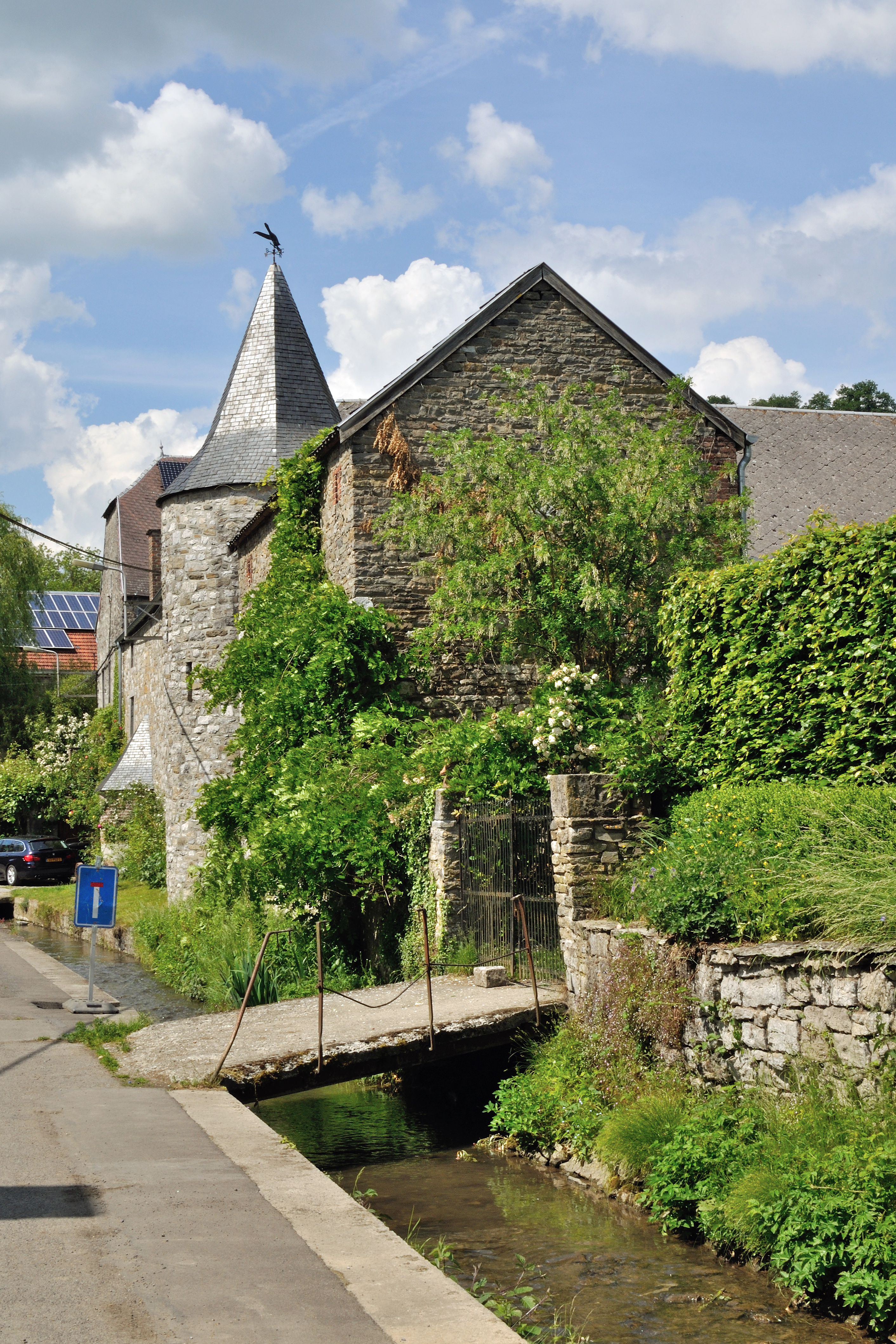
Le ruisseau de Bloquay

## Parcours
Si le cours du Bloquay proprement dit est réellement visible à partir du hameau de La Rock, ce ruisseau est en réalité constitué de deux branches devenues souterraines qui se rejoignent et réapparaissent en surface au hameau de La Rock (Anthisnes).
- La branche nord prend sa source au nord du village de Vien (commune d'Anthisnes) à une altitude de 270 mètres. Ce petit cours d'eau s'appelle alors le Val Pierrys[réf. nécessaire]. Il alimente quatre étangs au centre de Vien avant d'entamer un cours souterrain d'environ 1500 mètres.

- La branche ouest est formée par quelques petits rus (dont le plus long naît à Warzée à une altitude de 270 mètres) se rejoignant aux fermes de Lizin (entre Ellemelle et Ouffet) et prenant le nom de ruisseau de Lizin avant de disparaître dans un vallon d'environ 2000 mètres qui aboutit à La Rock.

Devenu ruisseau de Bloquay, le cours d'eau réapparaît au centre du hameau de La Rock à une altitude de 182 mètres. Il passe ensuite près de la ferme de la Ramée et sous le hameau de Sparmont. Ensuite,  il alimente par un bief l'ancien moulin à eau du Bloquay dont le bâtiment abritant le moulin, ses meules, sa mécanique en bois, sa roue ainsi que le bief sont repris sur la liste du patrimoine immobilier classé de Hamoir. 
Après avoir traversé une carrière toujours en activité, il passe sous la N.654 Liège - Hamoir et traverse le centre du village de Fairon en longeant l'ancienne cour de justice pour se jeter dans l'Ourthe (rive gauche) à une altitude de 115 mètres. Au confluent, une échelle à poissons à 6 niveaux permet à certaines espèces de remonter le cours de ce petit ruisseau d'une longueur d'environ 6 km.